# Dojran (jezioro)
Dojran (maced. Дојранско Езеро – Dojransko Ezero, nowogr. λίμνη Δοϊράνη – limni Doirani, starogr. Πρασιάς – Prazias) – jezioro w centralnej Macedonii, na granicy Macedonii Północnej i Grecji. Powierzchnia - 43,1 km² (27,3 km² w Macedonii Północnej, 15,8 km² w Grecji), rozciągłość pn-pd - 8,9 km, rozciągłość w-z - 7,1 km, największa głębokość - 10 m, wysokość lustra wody - 148 m n.p.m., powierzchnia zlewni – 271,8 km².
Jezioro Dojran jest pochodzenia tektoniczno-wulkanicznego. Istnieje od czwartorzędu. Jest pozostałością powstałego w plejstocenie, znacznie większego Jeziora Peońskiego (127 km²). Ma charakter eutroficzny. Występuje w nim kilkanaście gatunków endemicznych.
Jezioro Dojran leży w obniżeniu między ujściowymi odcinkami dolin Wardaru i Strumy, u stóp masywu górskiego Belasica. Jest zasilane przez wiele małych potoków, głównie spływających z tych gór. Jedynym odpływem jest niewielka rzeka Ardżan (gr. Αρτζάν), wypływająca z południowego brzegu jeziora i wpadająca do Wardaru. Nad Dojranem leżą wsie Nikolič, Now Dojran, Star Dojran i Sretenowo (w Macedonii Północnej) i Dojrani (w Grecji).
Podczas I wojny światowej południowy brzeg jeziora był miejscem bitwy między wojskami grecko-brytyjskimi, nacierającymi na północ, a okopanymi nad jeziorem wojskami bułgarskimi.
W ostatnich latach, wskutek intensywnego użytku wód Dojranu do celów rolniczych, poziom wód w jeziorze znacznie się obniżył - z 262 mln m³ w 1988 do 80 mln m³ w 2000.